# 私があなたといる理由〜グアムを訪れた3組の男女の1週間〜
『私があなたといる理由〜グアムを訪れた3組の男女の1週間〜』（わたしがあなたといるりゆう グアムをおとずれたさんくみのだんじょのいっしゅうかん）は、2025年7月2日（1日深夜）から8月20日（19日深夜）までテレビ東京系列「ドラマチューズ!」枠で放送されたテレビドラマ。主演は蓮佛美沙子と溝端淳平。

## キャスト

### 主要人物
泉美優（いずみ ゆう）〈30代〉
演 - 蓮佛美沙子
結婚3年目。
泉陽介（いずみ ようすけ）〈30代〉
演 - 溝端淳平
美優の夫。

### 周辺人物
星野あかり（ほしの あかり）〈20代〉
演 - 中井友望
大学生。陸とグアム旅行に来る。陸の費用もあかりが負担。
三崎陸（みさき りく）〈20代〉
演 - 百瀬拓実
あかりの彼氏。シンガーソングライター。
花田健次郎（はなだ けんじろう）〈50代〉
演 - 勝村政信
娘に旅行をプレゼントされ、グアムにやって来る。
花田寛子（はなだ ひろこ）〈50代〉
演 - いしのようこ
健次郎の妻。

### ゲスト

#### 第1話
菜々子
演 - 川畑光瑠（第6話、第7話〈声のみ〉）
花田夫妻の娘。初めてのボーナスで両親にグアム旅行をプレゼントする。

#### 第3話
まどか
演 - 知花くらら
ドルフィンツアーに家族で参加する。
慎太郎
演 - 中山裕太
まどかの夫。
桃香
演 - 原春奈
まどかと慎太郎の娘。船の上で風に飛ばされた帽子を美優にキャッチしてもらう。

#### 第6話
凛
演 - 片山萌美
陽介とブリュワリーで居合わせ、話した女性。

## スタッフ
- 脚本 - 當銘啓太、山﨑佐保子[1]
- 音楽プロデューサー - 田井モトヨシ
- 音楽 - 田井千里、Teje
- オープニングテーマ - Swagcky「Junction」（TAKIBI RECORDS）
- エンディングテーマ - macico「soirée」（macico）
- 監督 - 松本拓（テレビ東京）、鈴木菜音、角田恭弥、山村淳史（T-REX FILM）[1]
- プロデューサー - 松本拓（テレビ東京）、澤田賢一（カーツメディアワークス）、山村淳史（T-REX FILM）、松井優（スカリー）[1]
- 制作 - テレビ東京、カーツメディアワークス[1]
- 特別協力 - グアム政府観光局[1]
- 製作著作 - 「私があなたといる理由」製作委員会[1]

## 放送日程
| 話数   | 放送日  | サブタイトル            | 脚本       | 演出     |
| ------ | ------- | ----------------------- | ---------- | -------- |
| 第1話  | 7月02日 | 一組の男女が別れるまで… | 當銘啓太   | 松本拓   |
| 第2話  | 7月09日 | 僅かなすれ違い          | 當銘啓太   | 鈴木菜音 |
| 第3話  | 7月16日 | 望まない妊娠            | 山﨑佐保子 | 松本拓   |
| 第4話  | 7月23日 | 子供を持つという選択    | 山﨑佐保子 | 鈴木菜音 |
| 第5話  | 7月30日 | 「別れる」という意味    | 山﨑佐保子 | 角田恭弥 |
| 第6話  | 8月06日 | 不自由な幸せ            | 當銘啓太   | 山村淳史 |
| 第7話  | 8月13日 | 別れたくない理由        | 當銘啓太   | 松本拓   |
| 最終話 | 8月20日 | 2人でいるという意味     | 當銘啓太   | 松本拓   |

## 放送局
| 放送期間               | 放送時間                     | 放送局         | 対象地域       | 備考   |
| ---------------------- | ---------------------------- | -------------- | -------------- | ------ |
| 2025年7月2日 - 8月20日 | 水曜 0:30 - 1:00（火曜深夜） | テレビ東京     | 関東広域圏     | 製作局 |
|                        |                              | テレビせとうち | 岡山県・香川県 |        |
|                        |                              | テレビ愛知     | 愛知県         |        |
|                        |                              | テレビ北海道   | 北海道         |        |
|                        |                              | TVQ九州放送    | 福岡県         |        |
| 2025年7月5日 -         | 土曜 2:00 - 2:30（金曜深夜） | テレビ大阪     | 大阪府         |        |

## ネット配信
| 配信開始月 | 配信サイト     | 配信料金     | 備考       |
| ---------- | -------------- | ------------ | ---------- |
| 2025年7月  | TVer           | 広告付き無料 | 見逃し配信 |
| 2025年7月  | ネットもテレ東 | 広告付き無料 | 見逃し配信 |
| 2025年7月  | Lemino         | 広告付き無料 | 見逃し配信 |
| 2025年7月  | Netflix        | 定額制有料   |            |